# Таусенгирово
Таусенгирово (баш. Тауһеңер) — деревня в Кармаскалинском районе Республики Башкортостан Российской Федерации. Входит в состав Шаймуратовского сельсовета.

## География

### Географическое положение
Расстояние до:
- районного центра (Кармаскалы): 7 км,
- центра сельсовета (Шаймуратово): 3 км,
- ближайшей ж/д станции (Кабаково): 20 км.

## Население
| 2002 | 2009 | 2010 |
| ---- | ---- | ---- |
| 84   | ↘80  | ↘72  |